# Giorgetto Giugiaro
Giorgetto Giugiaro (Garessio, 7 de agosto de 1938) é um designer de automóveis italiano responsável pelo desenho  de mais de 200 modelos de série famosos, incluindo VW Passat, Golf, Fiat Uno, Fiat Punto, dentre muitos outros. 
Giugiaro iniciou sua carreira no estúdio Bertone, após um teste de design, proposto por Nuncio Bertone. O teste viria a se tornar seu primeiro projeto automotivo, o Alfa Romeo 2000. Em seguida trabalhou no estúdio Ghia por alguns anos, vindo após isso a iniciar em 1968, seu próprio estúdio, Italdesign, inaugurado com o projeto do Bizzarrini Manta (1969).
Em 1999 ganhou o prêmio de "Designer Automotivo do Século".

### Outros

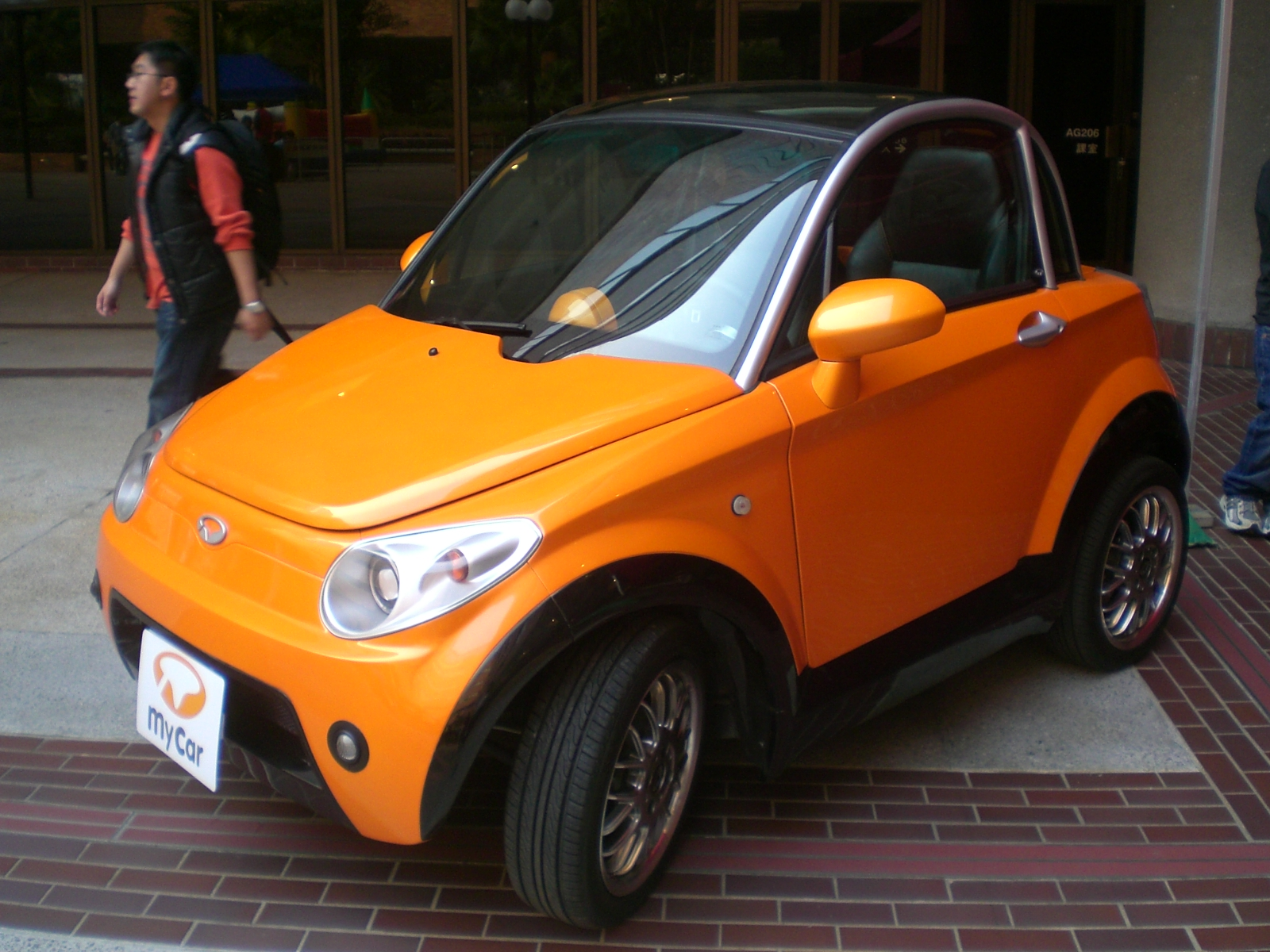
O Mycar, veículo elétrico da GreenTech Automotive.

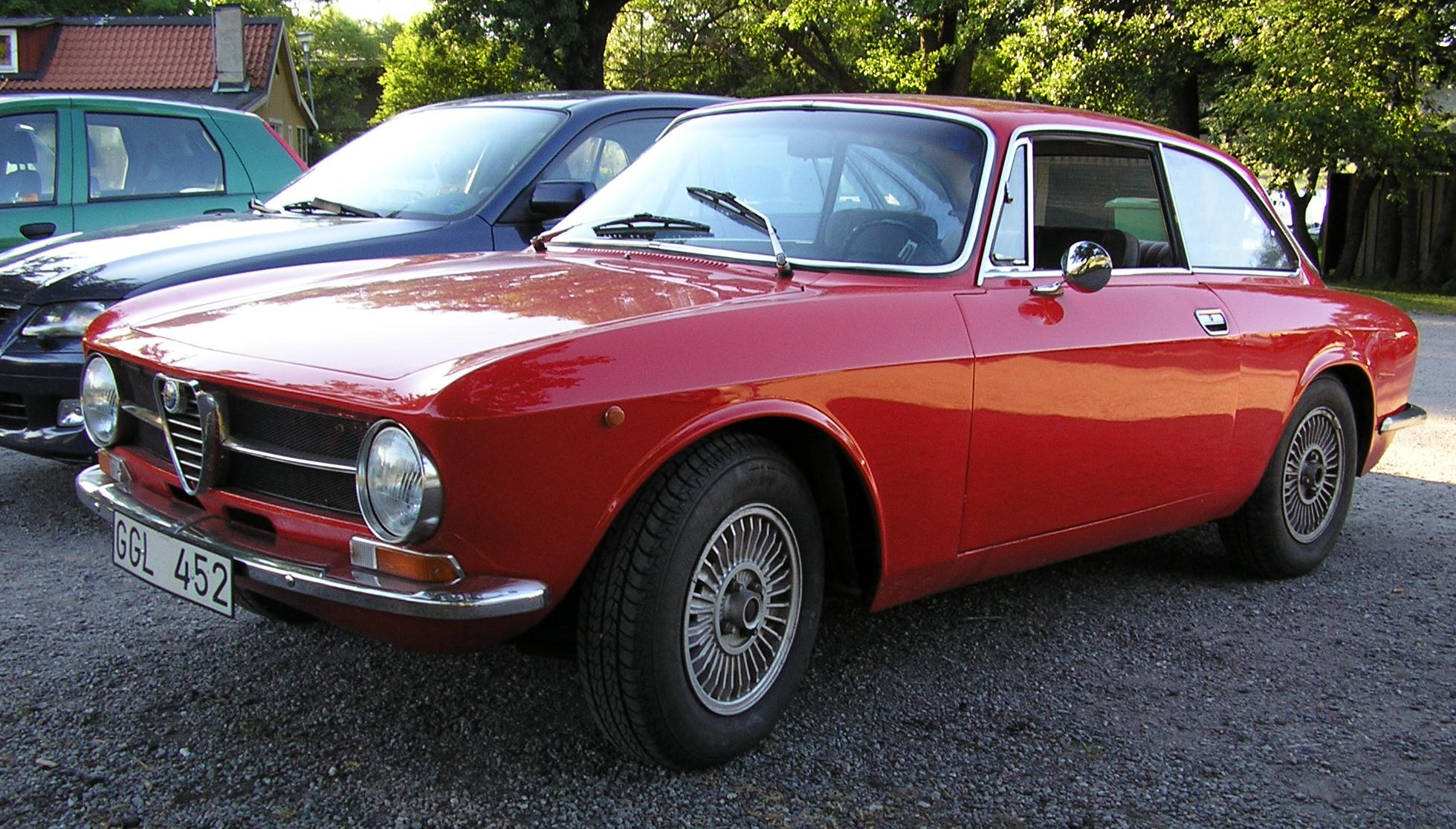
O Alfa Romeo Giulia Sprint GT.

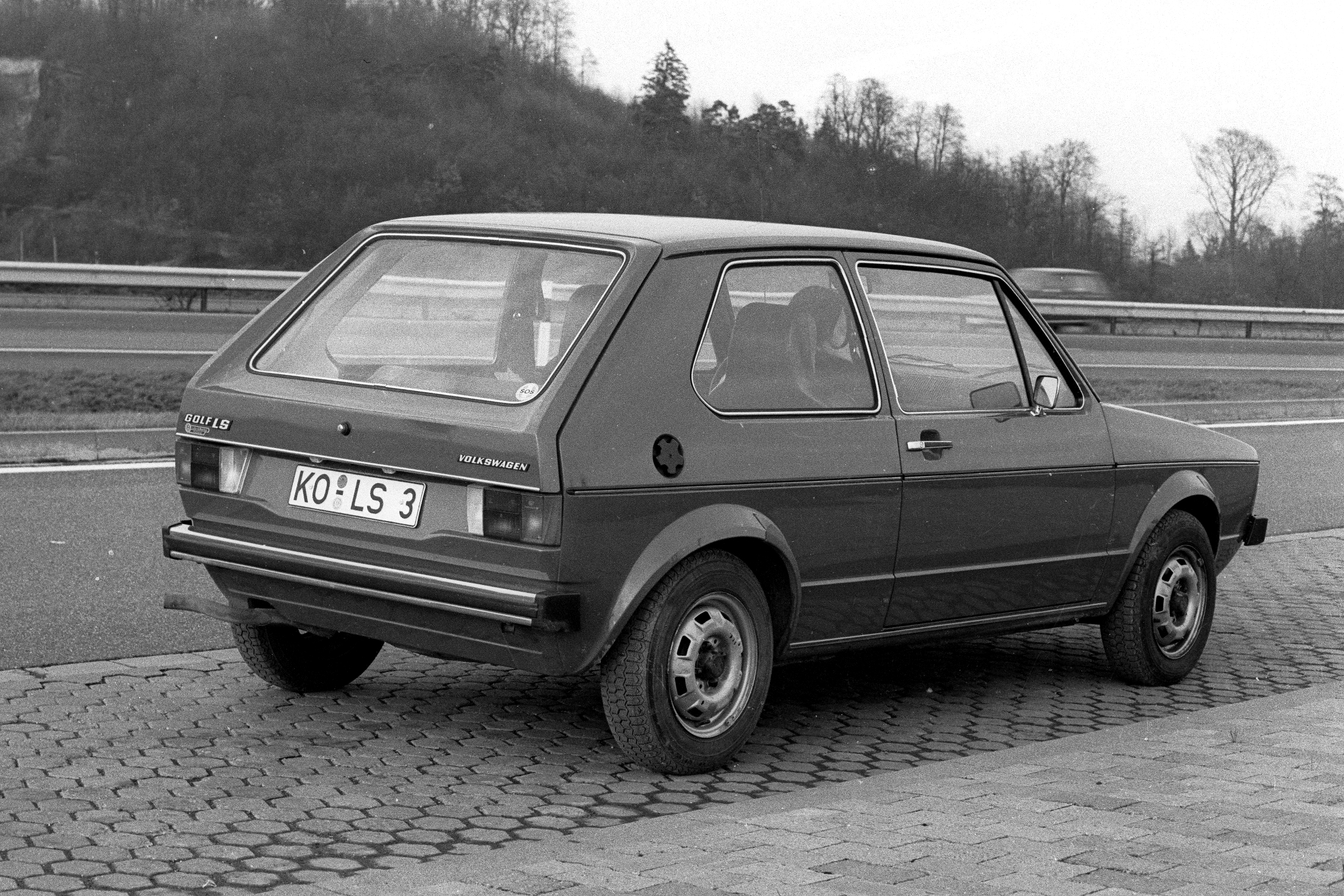
O Volkswagen Golf MK1.

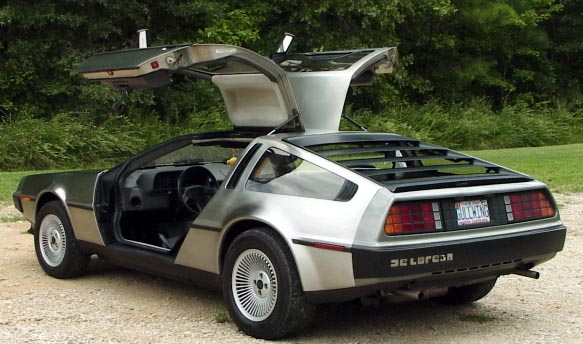
O DMC DeLorean.

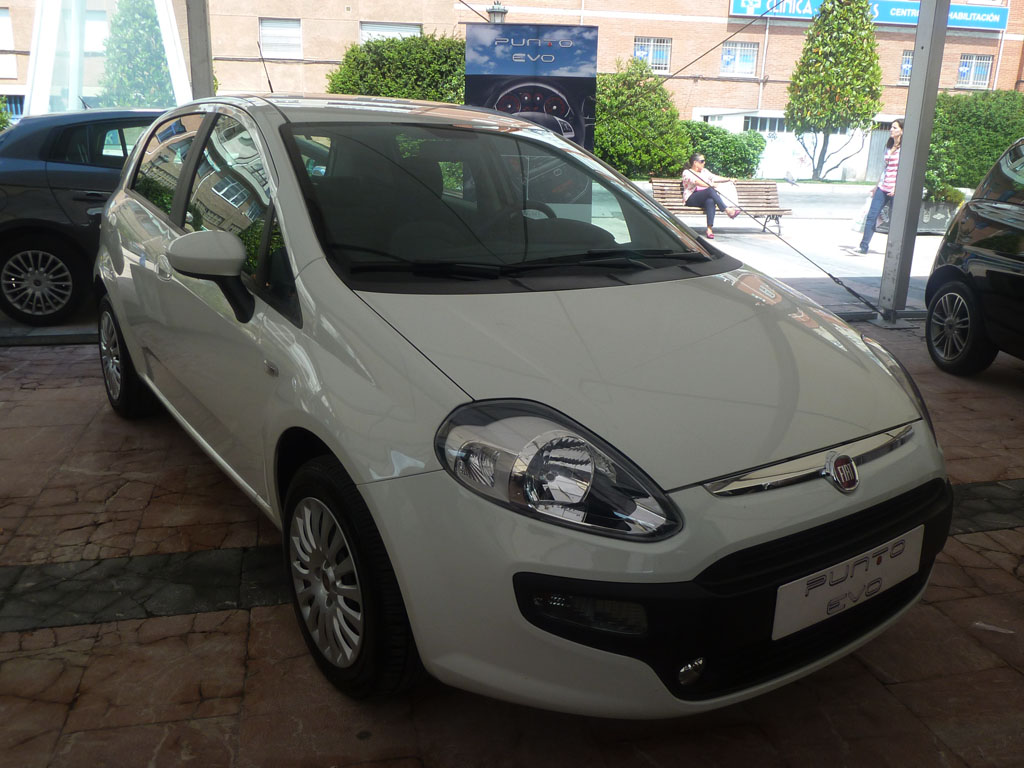
O Fiat Punto.

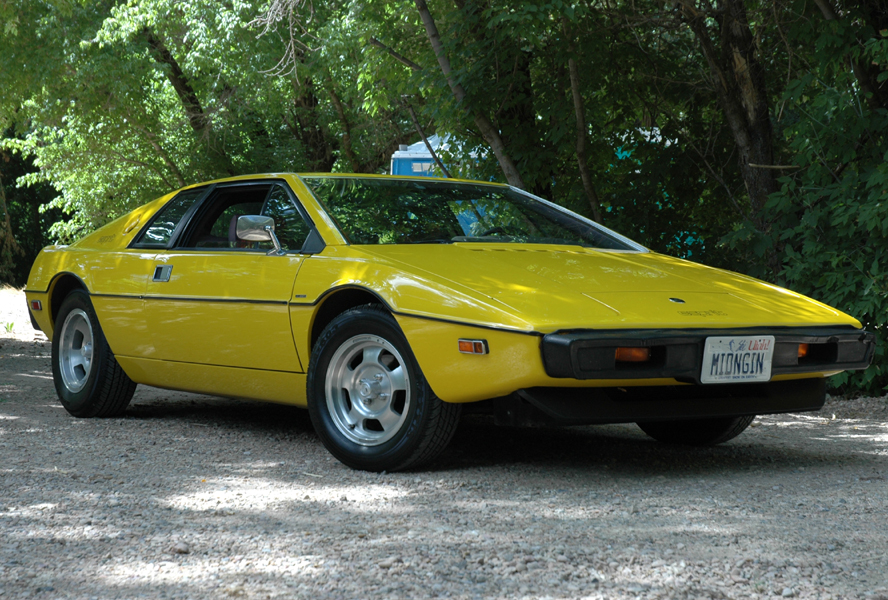
O Lotus Esprit S1.

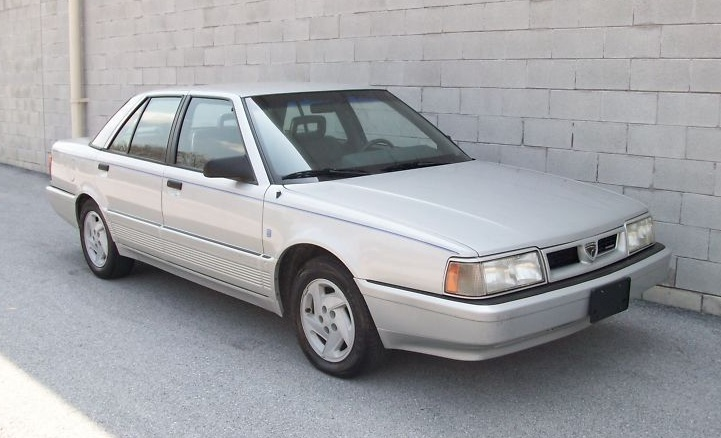
O Eagle Premier ES edição limitada com etiqueta "design giugiaro".

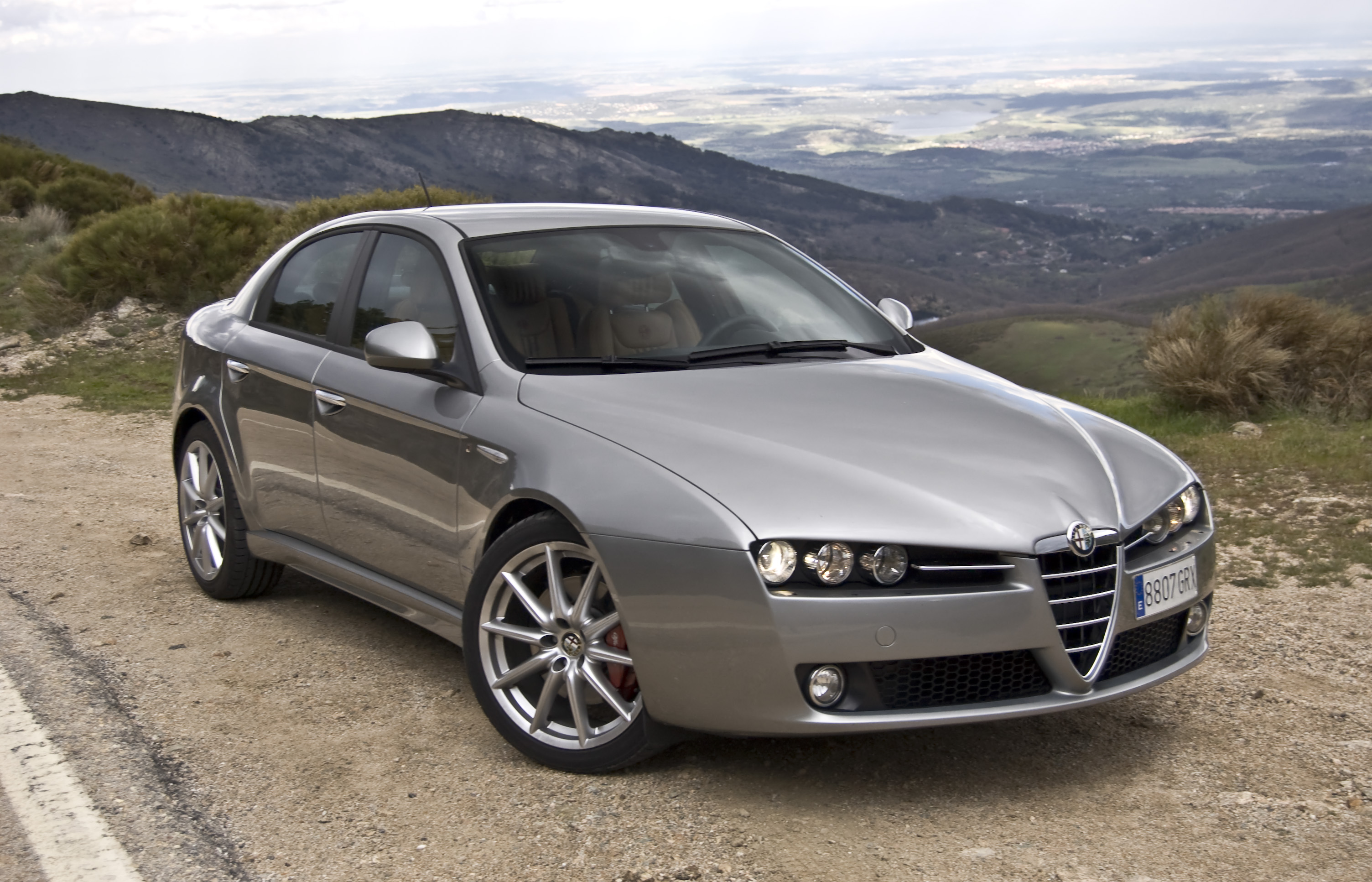
O Alfa Romeo 159.

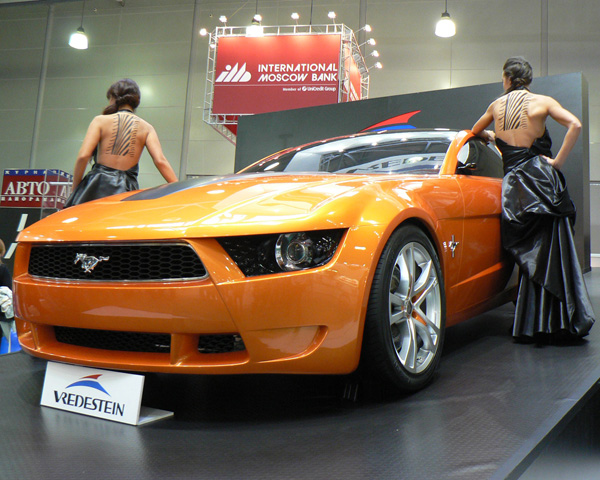
O carro conceito Giugiaro Ford Mustang de 2006.

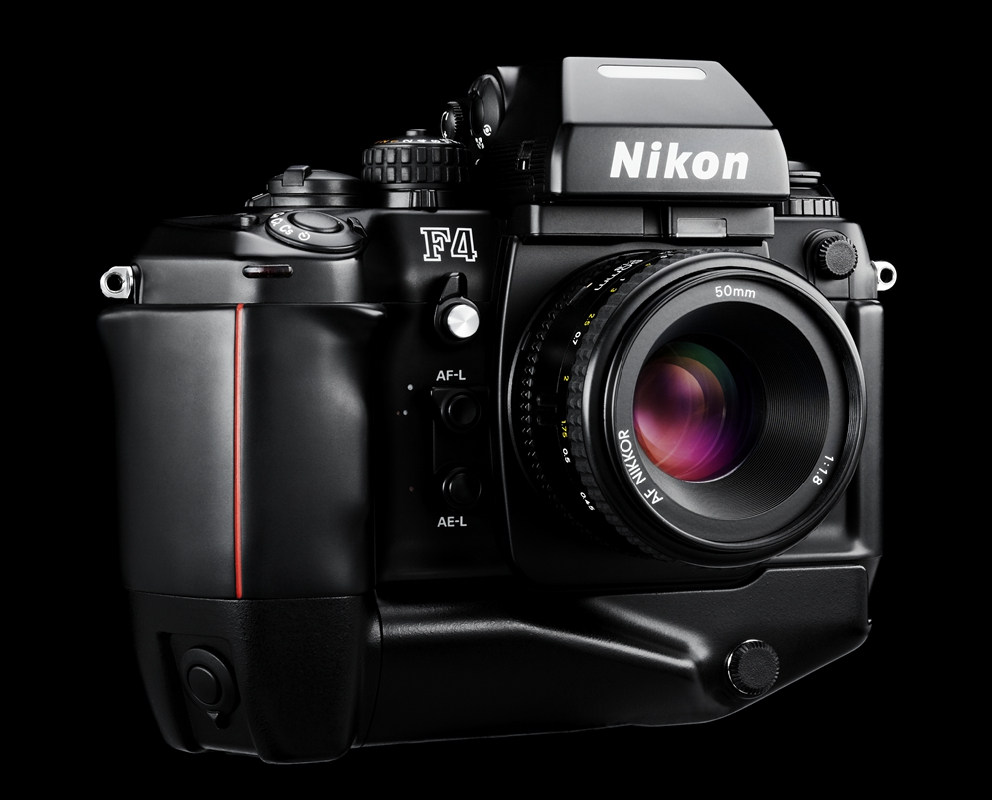
Uma Nikon F4S desenhada por Giugiaro.

## Estúdios em que trabalhou
- Bertone (1960 - 1965)
- Ghia (1966 - 1968)
- Italdesign Giugiaro (1969 - 1997)